# Zlatý míč 1963
Zlatý míč, cenu pro nejlepšího fotbalistu Evropy dle mezinárodního panelu sportovních novinářů, v roce 1963 získal sovětský fotbalový brankář Lev Jašin. Vyhrál anketu jako vůbec první a také poslední gólman (až do ukončení ankety roku 2010, kdy byla transformována do Zlatého míče FIFA). Šlo o osmý ročník ankety, organizoval ho časopis France Football a výsledky určili sportovní publicisté z 21 zemí Evropy.

## Pořadí
| Pořadí | Hráč                    | Reprezentace     | Kluby                   | Body |
| ------ | ----------------------- | ---------------- | ----------------------- | ---- |
| 1      | Lev Jašin               | SSSR             | Dynamo Moskva           | 73   |
| 2      | Gianni Rivera           | Itálie           | AC Milan                | 55   |
| 3      | Jimmy Greaves           | Anglie           | Tottenham Hotspur       | 50   |
| 4      | Denis Law               | Skotsko          | Manchester United       | 45   |
| 5      | Eusébio                 | Portugalsko      | Benfica Lisabon         | 19   |
| 6      | Karl-Heinz Schnellinger | Západní Německo  | 1. FC Köln / AC Mantova | 16   |
| 7      | Uwe Seeler              | Západní Německo  | Hamburger SV            | 9    |
| 8      | Bobby Charlton          | Anglie           | Manchester United       | 5    |
|        | Giovanni Trapattoni     | Itálie           | AC Milan                | 5    |
|        | Luis Suárez             | Španělsko        | Inter Milán             | 5    |
| 11     | Paul Van Himst          | Belgie           | Anderlecht Brusel       | 4    |
|        | José Altafini           | Itálie           | AC Milan                | 4    |
| 13     | Omar Sívori             | Itálie           | Juventus Turín          | 3    |
|        | Flórián Albert          | Maďarsko         | Ferencváros Budapešť    | 3    |
|        | Harry Bild              | Švédsko          | IFK Norrköping          | 3    |
|        | Josef Masopust          | Československo   | Dukla Praha             | 3    |
| 17     | Jef Jurion              | Belgie           | Anderlecht Brusel       | 2    |
|        | Károly Sándor           | Maďarsko         | MTK Budapešť            | 2    |
|        | Robert Herbin           | Francie          | AS Saint-Étienne        | 2    |
|        | Cesare Maldini          | Itálie           | AC Milan                | 2    |
| 21     | Mário Coluna            | Portugalsko      | Benfica Lisabon         | 1    |
|        | Åke Johansson           | Švédsko          | IFK Norrköping          | 1    |
|        | Manfred Kaiser          | Východní Německo | Wismut Aue              | 1    |
|        | Metin Oktay             | Turecko          | Galatasaray Istanbul    | 1    |
|        | Svatopluk Pluskal       | Československo   | Dukla Praha             | 1    |